# Arreu
|  | No s'ha de confondre amb Àrreu. |

|  | Per a altres significats, vegeu «Arreu (revista)». |

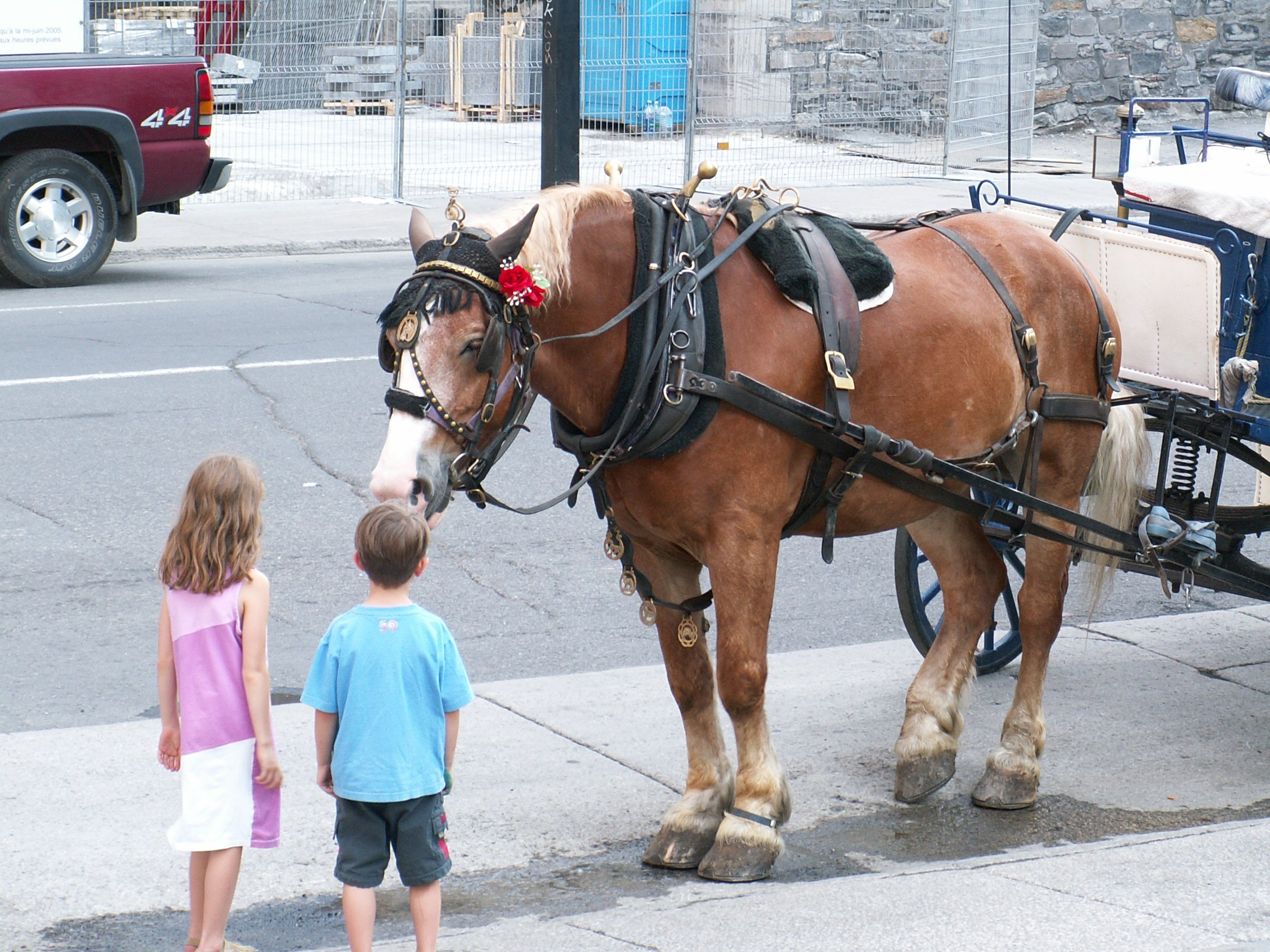
Cavall amb arreus

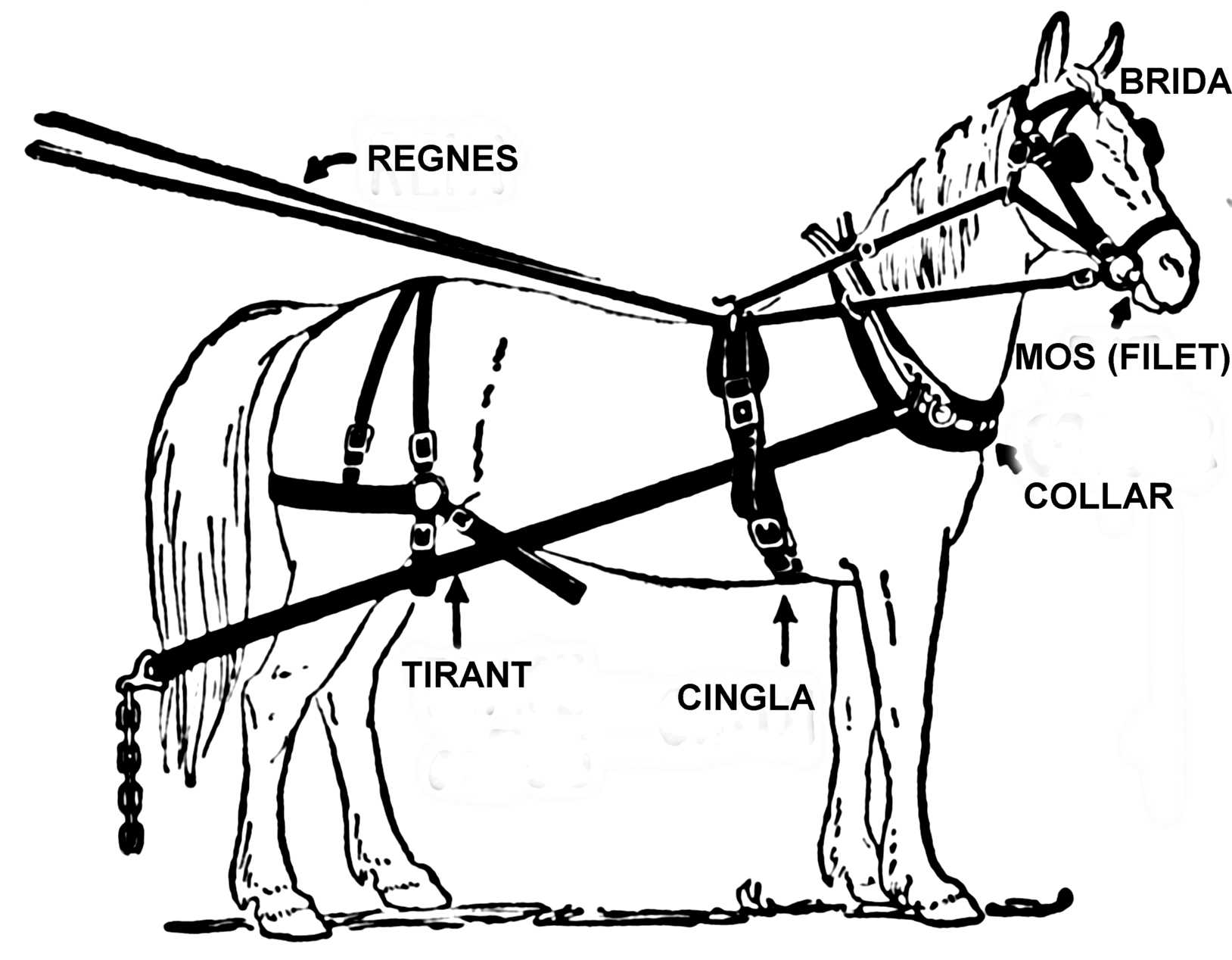
Arreus del cavall

Referit als animals de sella o de tir un arreu és qualsevol guarniment o accessori que permeti o ajudi a desenvolupar les seves tasques. En aquest sentit els termes arreu i guarnició són sinònims i s'acostumen a usar en plural: les guarnicions del cavall, els arreus de la mula.
Els èquids domèstics més habituals (cavall, ruc i mula) han treballat tradicionalment en feines especialitzades molt diverses. Cada tasca exigeix uns arreus diferents. Un mateix animal, si fa tres treballs diferents, pot necessitar tres tipus d'arreus diferents. Per exemple: una mula pot anar al tros carregant una arada amb la pollegana inclosa (arreus de càrrega), en arribar a la finca l'arada és descarregada i junyida a la mula (arreus de llaurar); si s'escau la mateixa mula haurà de tirar d'un carro (arreus de tir), ...etc.
La classificació dels arreus va associada a les funcions específiques que ha de desenvolupar cada animal. En els Països Catalans, els pagesos que només tenien un animal podien disposar d'un conjunt d'arreus que, amb poques peces, permetien fer feines molt diverses. Algunes de les peces principals eren comunes a algunes activitats. Per exemple un únic collar permetia llaurar, tirar del carro i fer rodar la sínia.

## Arreus i funcions
Les diferents guarnicions ideades per a les bèsties equines poden consultar-se en tractats específics. Un repàs de les tasques tradicionals realitzades per cavalls i mules pot ajudar a exposar el tema de l'article.

### Animals de sella
Els animals de sella han de portar persones a cavall. L'arreu més important és la sella o un estri similar, amb estreps o sense. Hi ha albardes que permeten cavalcar amb certa comoditat. Pel que fa als arreus de control, l'equitació requereix de fre, capçada i regnes. En el cas de mules o cavalls destinats a tasques agrícoles, sovint el fre se substitueix per altres arreus i les regnes es converteixen en un ramal únic.

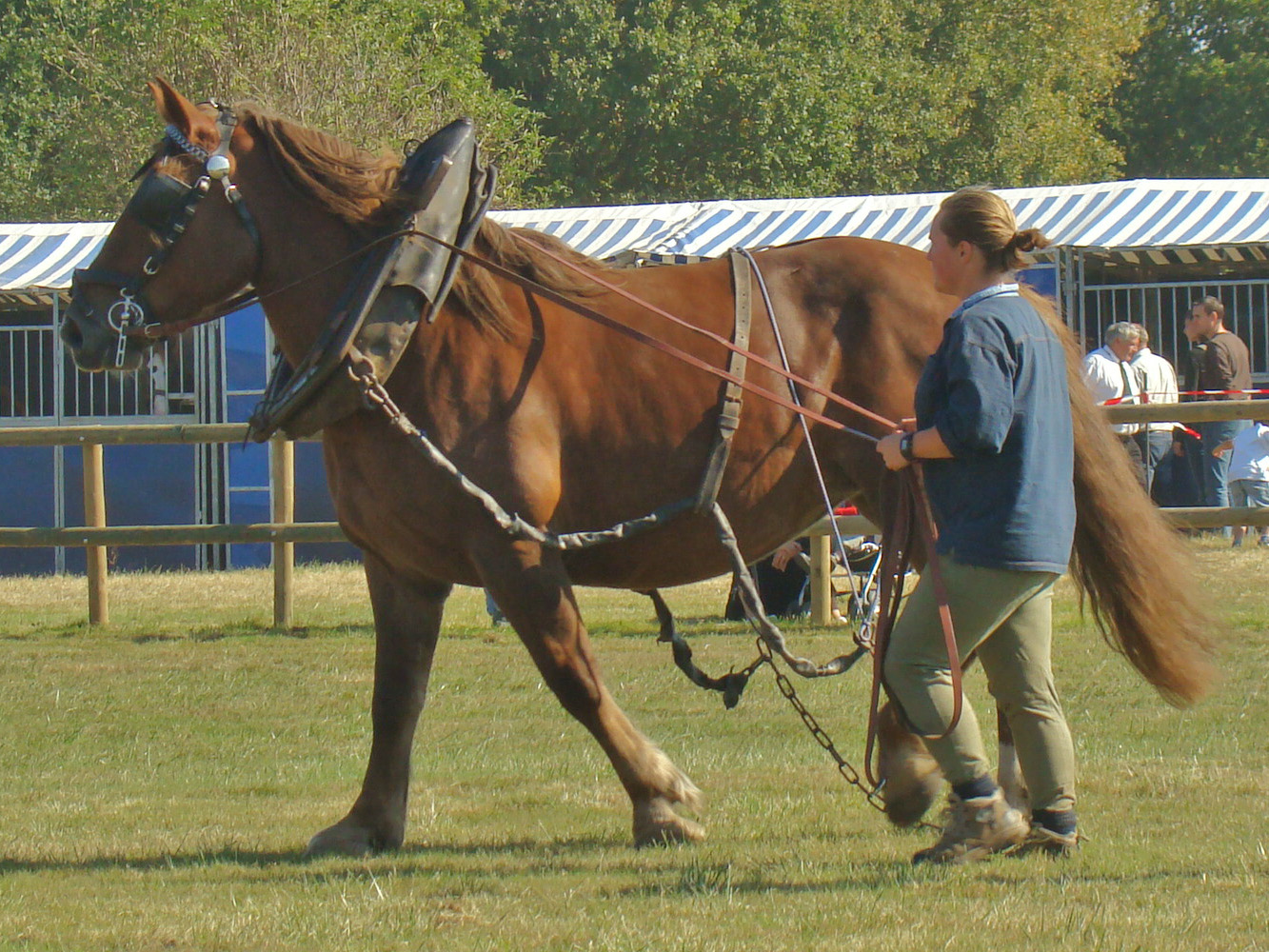
Cavall bretó amb collera i guarniments de tir.

### Animals de tir
En totes les tasques que comporten que l'animal estiri l'arreu més important és el collar o collera. Sense oblidar els pitrals de tir, la peça més adaptada a transmetre les forces de tracció és el tradicional collar. Cada tasca específica comporta els arreus complementaris corresponents.

#### Animals enganxats a un carruatge
A més d'estirar, els animals enganxats a un carruatge han de resistir les forces del vehicle en les baixades i alentiments de la marxa. En aquest darrer cas les forces d'inèrcia poden ser molt importants. Hi ha arreus específics que permeten transmetre les forces implicades entre vehicle i animal (o animals).

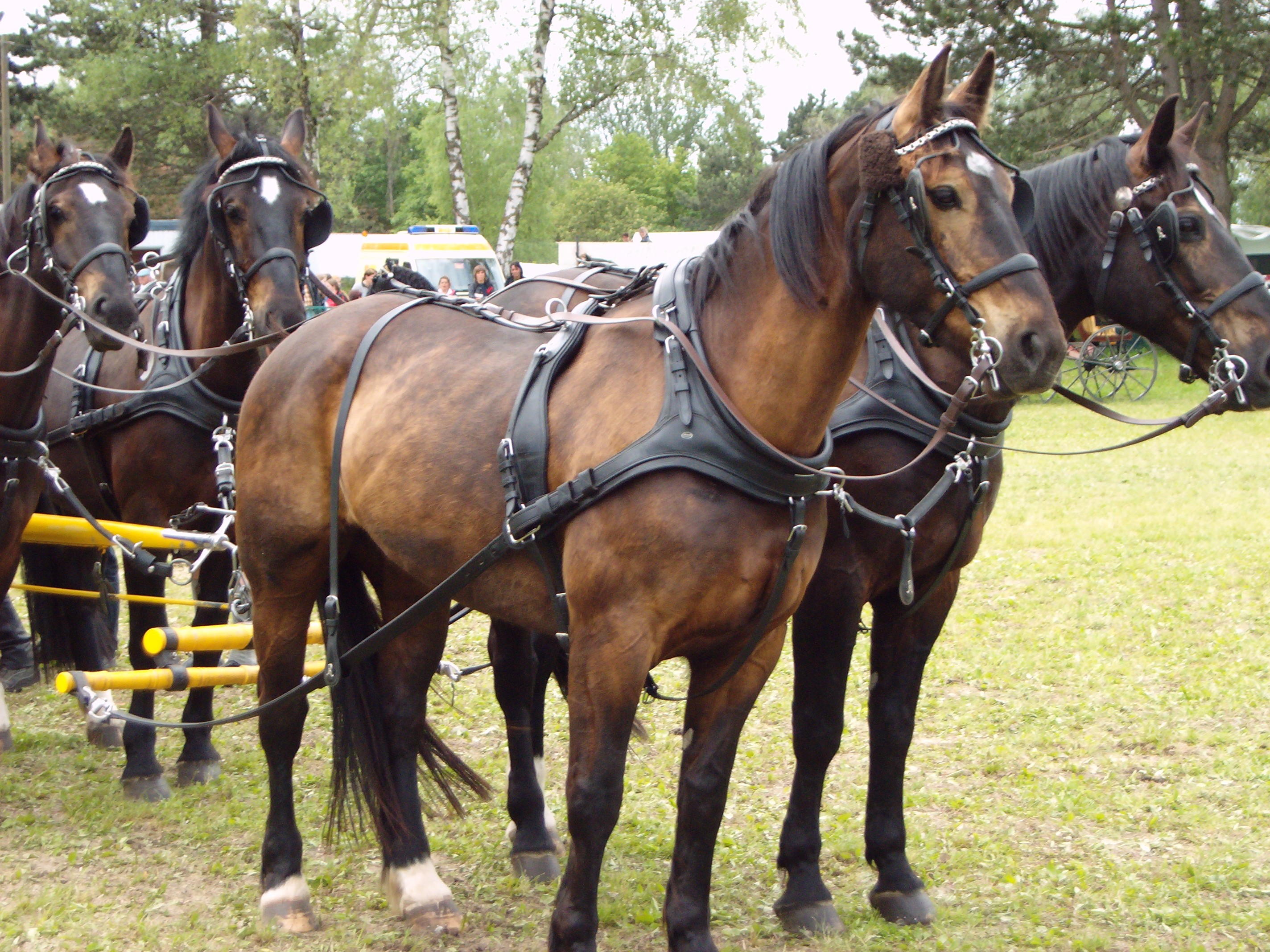
.
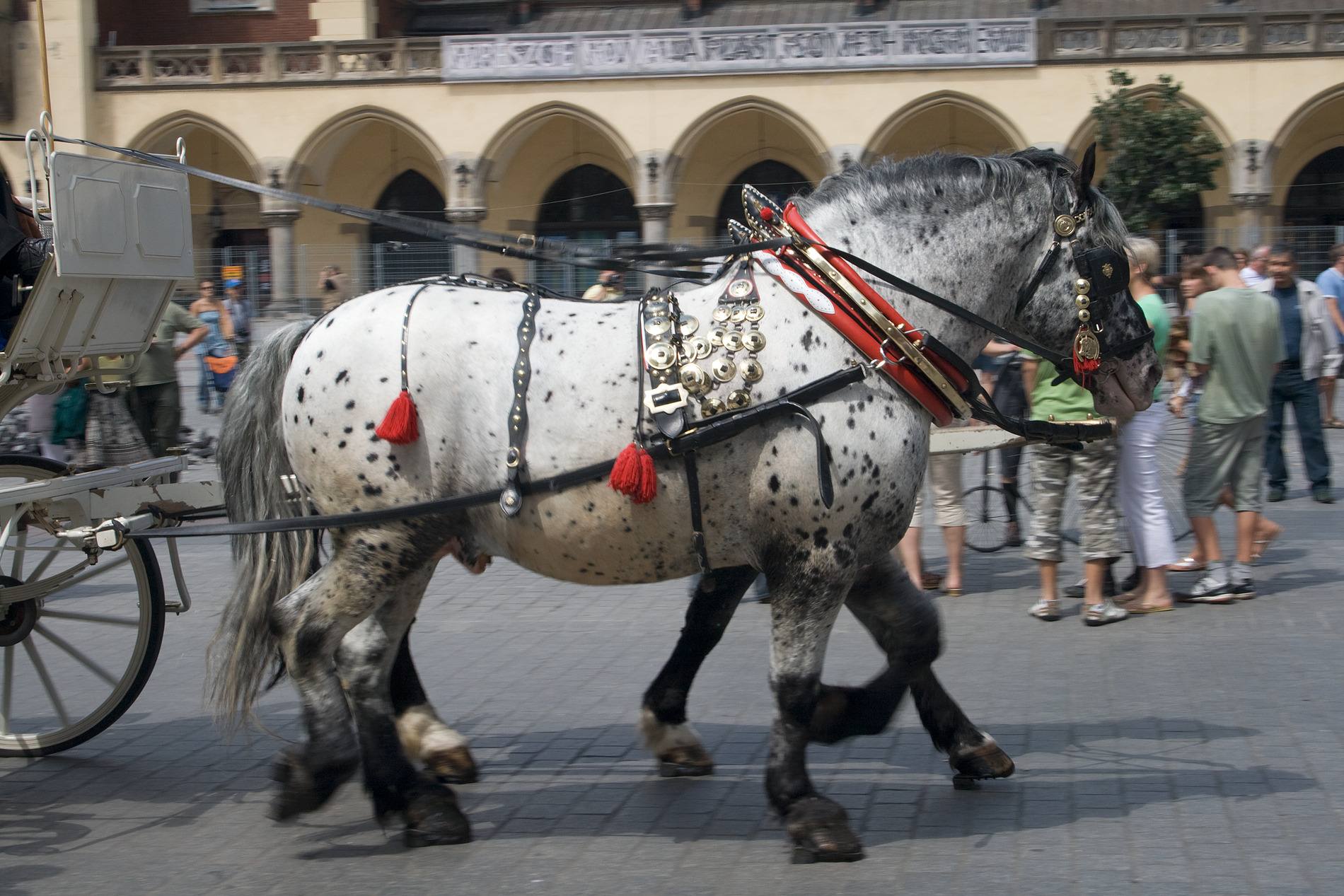

#### Animals llaurant

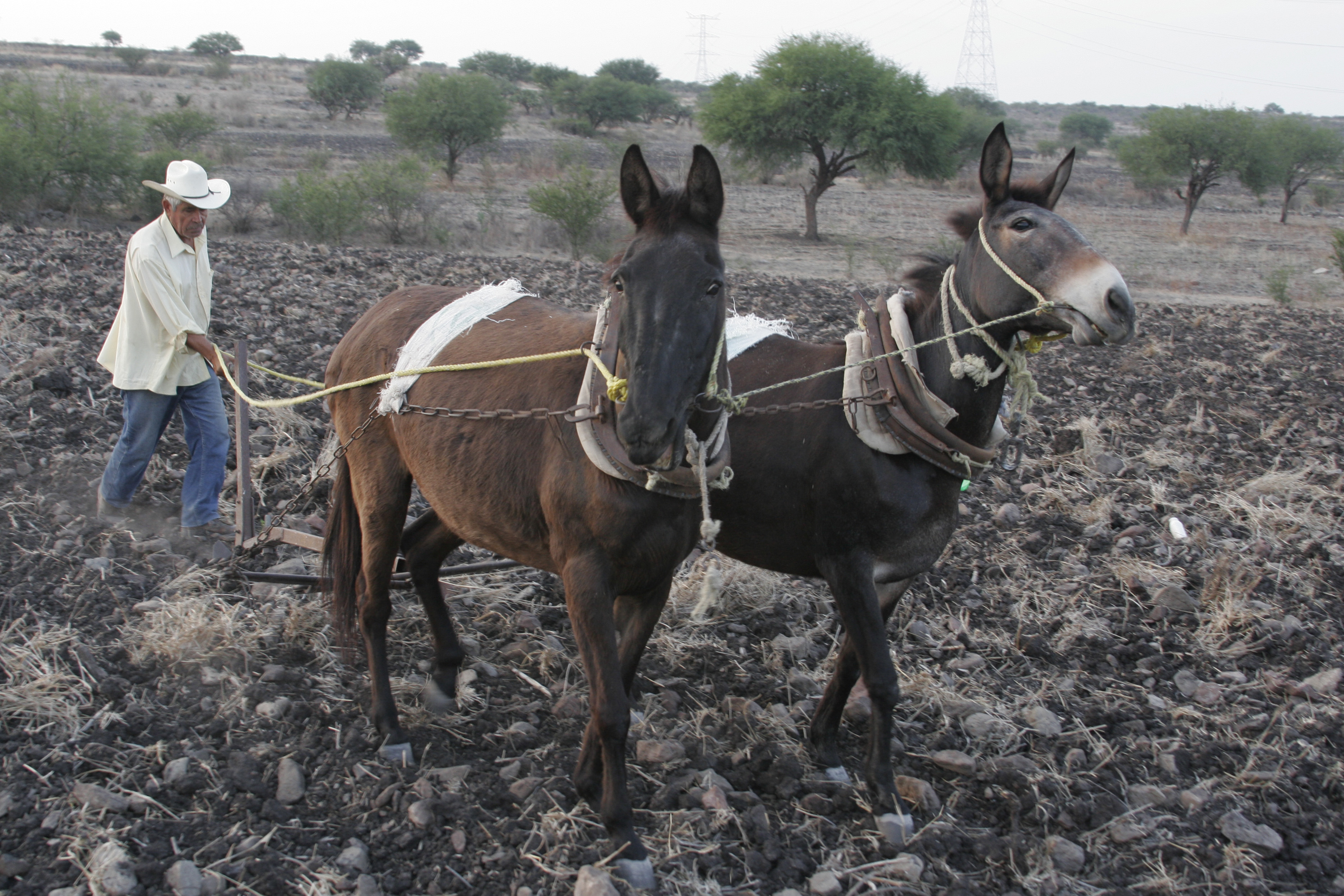
Mules llaurant amb arreus primitius.

L'acció de llaurar comporta que l'animal estiri. En aquest sentit té les mateixes exigències que quan arrossega un trill, un corró o altres màquines agrícoles. L'arreu principal és el collar. Si els animals llauren en parella van junyits a una vara o llança central. Les arades per a un animal sol disposen d'un forcall o pollegana. En tots dos casos els estris de llaurar no són pròpiament arreus. Sí que formen part dels arreus els guarniments que lliguen els animals a l'arada.

#### Animals enganxats a unasíniao unmolí
Aquestes tasques impliquen que l'animal es desplaci seguint un camí circular de diàmetre relativament reduït. Un dels arreus típics acostumava a ser un capçal amb uns aclucalls que tapaven completament els ulls dels animals.

#### Animals de sirga

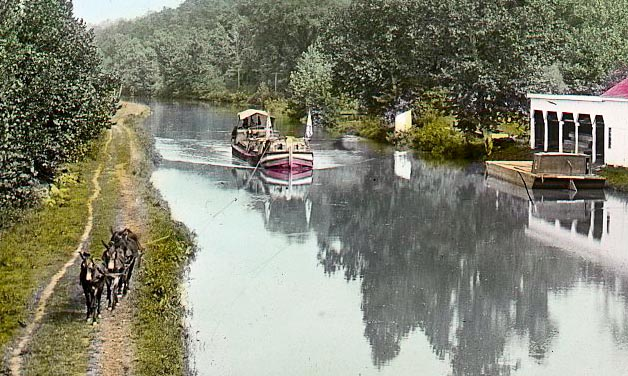
Mules sirgant al Chesapeake and Ohio Canal.

Transportar mercaderies i passatgers comporta uns costos importants. En totes les èpoques el sistema més econòmic ha estat el transport fluvial o marítim. El sistema més car era el terrestre, per carreteres o camins de bast. En el transport per rius i canals, més econòmic que l'anterior, no sempre es podia comptar amb un vent o un corrent favorable. Això feu imprescindible remolcar les embarcacions amb força animal. Amb bèsties de sirga i camins de sirga. Hom admetia que un cavall podia arrossegar un tona per carretera, deu tones sobre carrils i trenta tones remolcant una embarcació per un camí de sirga al costat d'un canal.
Els arreus de sirga són semblants als altres arreus de tir (incloënt el collar) però compten amb una corda llarga (també anomenada sirga) que uneix l'animal amb l'embarcació.
França, Anglaterra i Holanda disposaven (i encara disposen) d'una xarxa de canals important. Abans de la motorització les gavarres es remolcaven amb cavalls. En el riu Ebre el paper de la sirga fou determinant durant segles.

#### Animals en tasques de silvicultura
Des de molt antic cavalls i mules s'usaven per a arrossegar els troncs dels arbres tallats enmig del bosc. A partir dels anys 70 del segle passat la presència de la tracció animal passà a ser simbòlica. En algunes ocasions encara és imprescindible.
Els arreus recomanats actualment s'anomenen arreus nòrdics. Es tracta d'arnesos de tir que proporcionen una gran llibertat de moviments al cavall o mula. Un dels elements típics és la cadena que permet estirar els troncs.

### Animals de bast

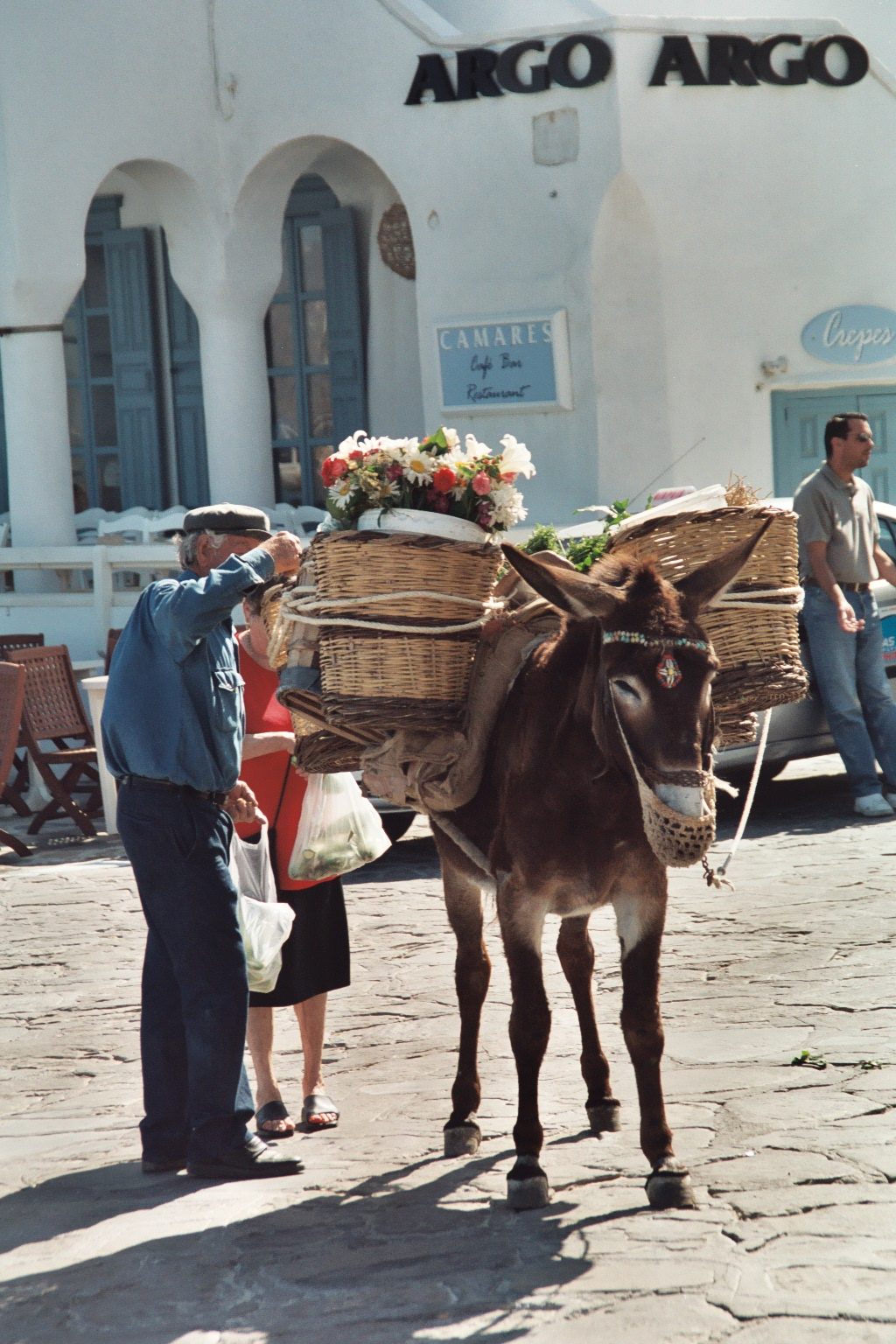
Ruc a Míkonos. Carrega dos cistells lligats a un bast. Al cap hi duu unes morralles on s'enganxa el ramal. També porta un morrió.

Els animals de bast permeten traginar càrregues pesants disposades a l'esquena. L'arreu més important és el bast o una peça similar (albarda, albardó, albardà). Es tracta d'un estri semblant a una sella sense estreps, format per dos arçons de fusta en forma de U invertida units rígidament. El conjunt està encoixinat (principalment en la part inferior que contacta amb l'atzembla) i comporta una cingla, un pitral i una rabasta. En el Diccionari català-valencià-balear hi han gravats detallats d'alguns basts.

#### Complements
Algunes càrregues (per exemple sacs) es transporten lligades directament al bast. En altres casos hi ha estris especials ( sàrries, argadells, escaletes). Els arreus complementaris del transport per bast comporten cordes, bagues i lones de protecció.

## Llista d'arreus
Algunes obres ofereixen una relació de termes relacionats amb els arreus.Per ordre alfabètic es poden consultar els arreus següents (No es tracta d'una llista completa):
- albarda[19]
- argadells[20]
- argollans, argollats[21]
- barriguera[22]
- boç, morrió
- bridó[23]
- capllaç
- cinglera[24]
- civader[25]
- clavilles[26]
- collar[27]
- grada
- jou
- junts
- pollegana
- postejador
- ramal
- reculants
- reforçador
- rendes
- rufada
- sària
- selló
- sofra
- tallols
- tirants
- valencianes
- ventrera

## Arreus d'animals no equins

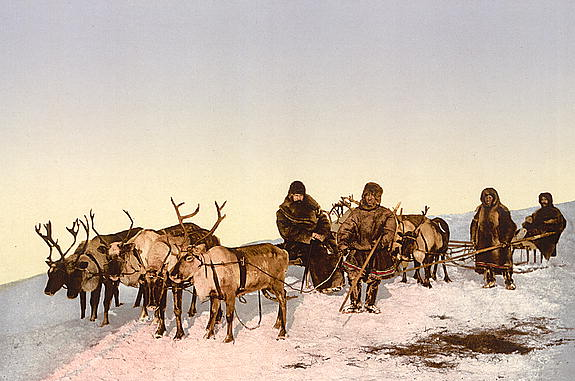
Tir de rens enganxats a un trineu (any 1900).

Camells i dromedaris, de sella i de càrrega, tenen diferents arreus propis. També els elefants necessiten guarnicions característiques. Una espècie de domesticació multi-mil·lenària és la dels rens. Aquests animals arrosseguen trineus i porten petites càrregues en els seus lloms. Passa el mateix amb llames i vicunyes. Sense oblidar-nos dels gossos de trineu (Múixing).
En cada cas els accessoris s'han d'adaptar a la anatomia de cada animal, les necessitats d'explotació i els materials disponibles més adequats.

## Altres classes d'arreus
- Arreus de caça: Conjunt d'estris i equipatge que es fa servir un caçador per a anar a caçar
- Arreus de pesca: Conjunt d'estris i equipatge que es fa servir un pescador per a anar a pescar
- Arreu de tir